# Asperthorax borealis
Asperthorax borealis là một loài nhện trong họ Linyphiidae.
Loài này thuộc chi Asperthorax. Asperthorax borealis được Hirotsugu Ono & Kendo Saito miêu tả năm 2001.